# Nemopalpus youngi
Nemopalpus youngi är en tvåvingeart som beskrevs av Wagner 2000. Nemopalpus youngi ingår i släktet Nemopalpus och familjen fjärilsmyggor. Inga underarter finns listade i Catalogue of Life.